# رذاذ الذباب

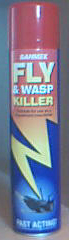
رذاذ الذباب

رذاذ الذباب هو مبيد حشري كيميائي يأتي في علبة رذاذ يُرشّ في الهواء لقتل الذباب. تقتل بخاخات الذباب العديد من الحشرات مثل الذباب المنزلي والدبابير.

## مبادئ العمل
يحتوي رذاذ الذباب على مواد كيميائية (بما في ذلك العديد من مركبات الفوسفات العضوية) التي ترتبط بعمل إنزيم يسمى أستيل كولينستراز وتمنعه بشكل دائم. أسيتيل الكولين (ACh) هو مادة ناقلة للأعصاب تطلقها الخلايا العصبية الحركية (في موقع يسمى الموصل العصبي العضلي) لتحفيز تقلص العضلات. تسترخي العضلات (تتوقف عن الانقباض) عندما يُزال أسيتيل الكولين من الوصل العصبي العضلي (NMJ). من خلال تثبيط إنزيم الكولينستريز، لم تعد الحشرة قادرة على تحطيم أسيتيل الكولين في إنزيم الكولينستريز وبالتالي تنغلق عضلاتها في حالة تكزز (تقلص مستمر) مما يجعل الطيران والتنفس مستحيلًا، وتموت الحشرة من الاختناق.
ثبت أن رذاذ الذباب فعال ضد الذباب الأسود. أصدرت وكالة حماية البيئة الأمريكية دراسة توضح بالتفصيل فعالية رذاذ الذباب الأسود.

## أمان
يعتبر رذاذ الذباب خطيرًا على الحيوانات الأليفة وكذلك الأسماك ويجب استخدامه بحذر. مثل العديد من المبيدات الحشرية، يمكن أن يكون رذاذ الذباب سامًا لمجموعة من الكائنات الحية الأخرى بما في ذلك الطيور والأسماك والحشرات المفيدة والنباتات غير المستهدفة.

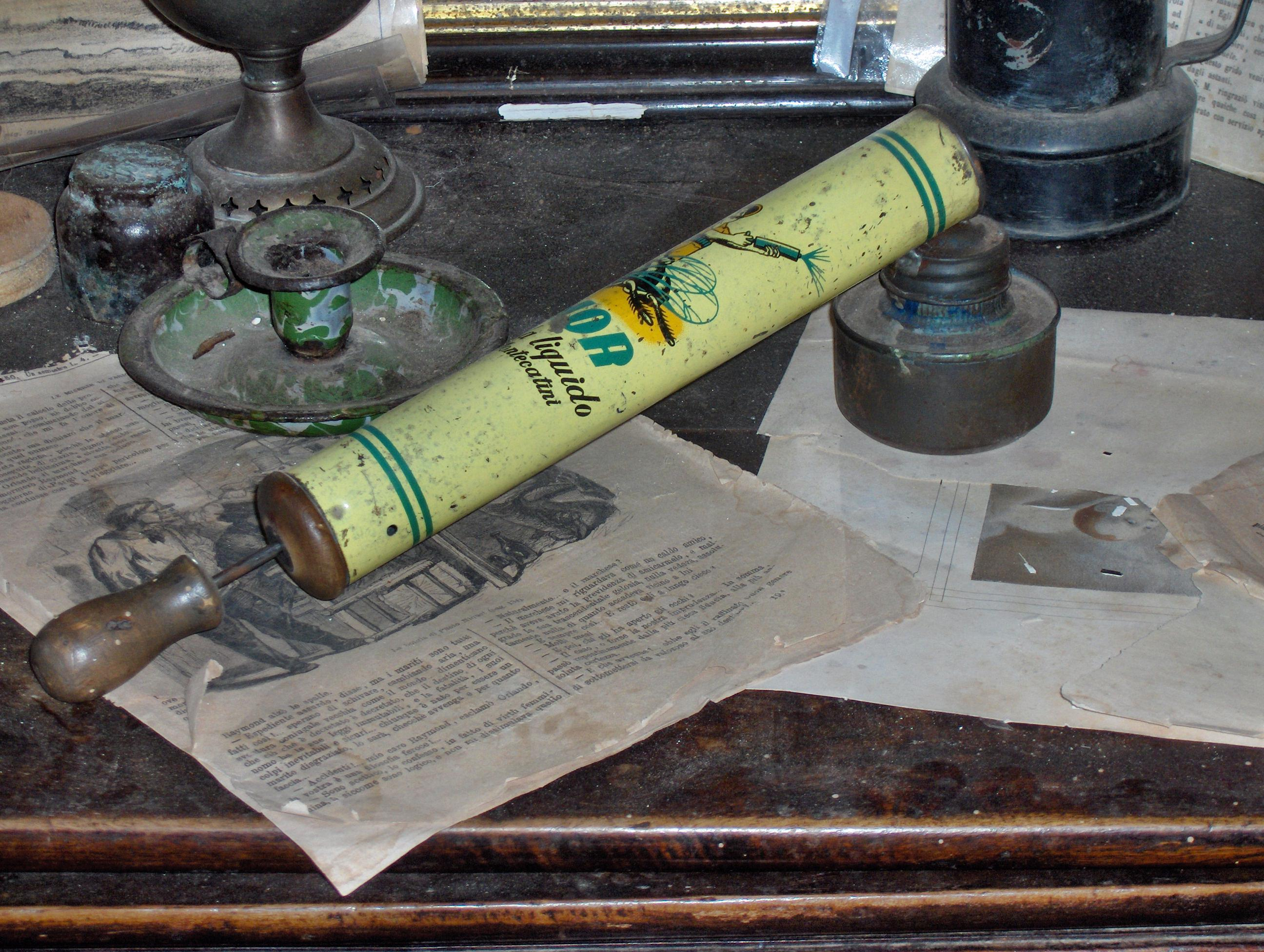
رذاذ الذباب القديم

غالبًا ما تحتوي بخاخات الذباب في الولايات المتحدة على ثنائي كلوروفوس السام القوي للحشرات والذي غالبًا ما تستهدفه المجموعات البيئية كمركب مسرطن. في حين أن الكميات الصغيرة الموجودة في رذاذ الذباب قد تكون ضئيلة، إلا أن سم الحشرات يمكن أن يلوث التربة والمياه والعشب والنباتات الأخرى إذا جرى التخلص منها بشكل غير صحيح.
ظهرت بخاخات الذباب الصديقة للبيئة في السوق في الآونة الأخيرة، باستخدام الزيوت الأساسية كعنصر نشط. تعتبر زيوت النعناع وزيوت وينترغرين من المواد الفعالة في طرد الحشرات بشكل طبيعي. تروج بعض العلامات التجارية مثل Wondercide وHarris Pest Control وCountry Vet لمنتجاتها على أنها صديقة للبيئة وطبيعية.